# ماركوس وليامز (لاعب كرة قدم أمريكية أمريكي)
ماركوس وليامز (بالإنجليزية: Marcus Williams)‏ هو لاعب كرة قدم أمريكية أمريكي، ولد في 8 سبتمبر 1996 في كورونا في الولايات المتحدة.

## وصلات خارجية
- ماركوس وليامز على موقع مرجع كرة القدم المحترفة.كوم (الإنجليزية)
- ماركوس وليامز على موقع كلية كرة القدم في سبورتس رفرنس.كوم (الإنجليزية)